# Susan Kramer
Susan Veronica Kramer, baronne Kramer (née Richards ; le 21 juillet 1950) est une femme politique britannique et pair à vie qui est députée de Richmond Park de 2005 à 2010. Membre des libéraux démocrates, elle est leur porte-parole au Trésor de 2015 à 2019. En 2000, elle est candidate à l'élection du maire de Londres. Elle est ministre d'État aux Transports dans la coalition Cameron – Clegg.

## Jeunesse et carrière
Susan Veronica Richards est née à Holborn, Londres, le 22 juillet 1950. Elle fait ses études à la St Paul's Girls 'School, une école indépendante de Londres. Elle étudie ensuite la philosophie, la politique et l'économie au St Hilda's College, Université d'Oxford. Elle est présidente de l'Union d'Oxford en 1971. Elle obtient son MBA à l'Université de l'Illinois aux États-Unis. Elle commence sa carrière dans la finance et est vice-présidente de Citibank à Chicago. Elle et son mari ont ensuite créé Infrastructure Capital Partners, une société qui conseille sur des projets d'infrastructure, principalement en Europe centrale et orientale.

## Carrière politique
Kramer se présente à Dulwich et West Norwood en 1997, se classant troisième derrière la sortante travailliste Tessa Jowell et le candidat conservateur Roger W. Gough. En 1999, elle est sur la liste du parti libéral démocrate pour la circonscription de Londres aux élections du Parlement européen, bien qu'elle n'ait pas été élue. L'année suivante, elle se présente comme candidate libérale démocrate à l'élection du maire de Londres contre Ken Livingstone et d'autres candidats. Elle termine quatrième avec 11,9% des voix. En mars 2003, elle demande de nouveau l'investiture du parti à la mairie de Londres, mais est battue dans une course à trois pour la candidature par Simon Hughes.
En septembre 2003, elle est choisie comme candidate parlementaire pour la circonscription de Richmond Park dans le sud-ouest de Londres, à la suite de la décision de la députée libérale démocrate en exercice, Jenny Tonge, de se retirer. Kramer est élue députée de la circonscription aux élections générales de mai 2005. Kramer est nommée porte-parole des libéraux démocrates sur le développement international par le nouveau chef du parti, Menzies Campbell, en mars 2006. Elle succède à Edward Davey en tant que porte-parole du commerce et de l'industrie neuf mois plus tard. En 2007, elle est la porte-parole du parti pour les transports. Lorsque Nick Clegg est nommé chef libéral démocrate, Kramer est rétrogradée au poste de porte-parole du Cabinet Office. Elle prend le poste de Transport lors d'un remaniement ultérieur. En janvier 2009, elle démissionne de la banquette avant du parti pour défendre son siège de Richmond. Kramer est l'un des contributeurs au livre orange (2004) .

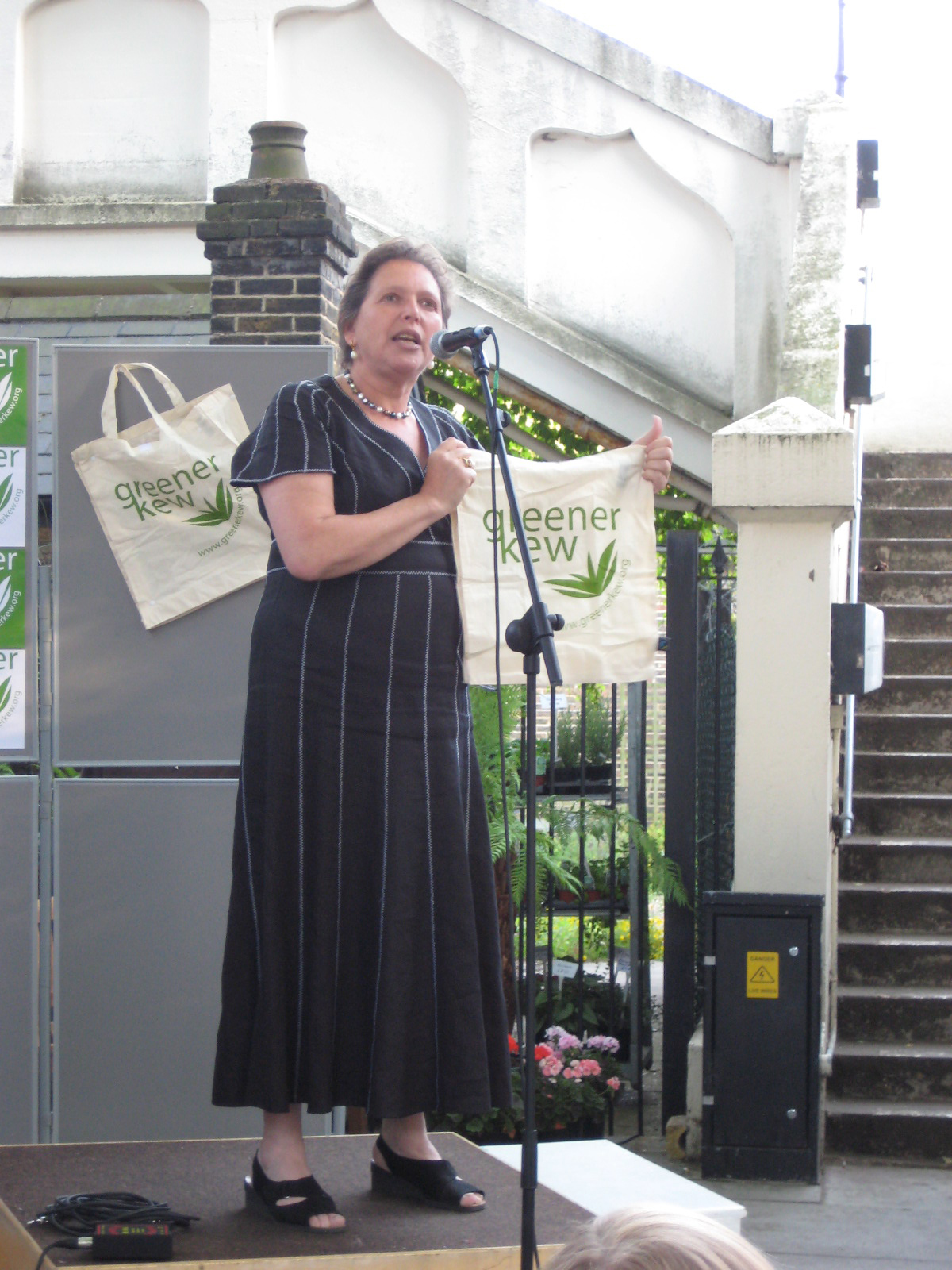
Kramer lors d'un lancement de sacs réutilisables à la gare de Kew Gardens

Kramer s'est rarement rebellé contre la politique des libéraux démocrates en termes de vote. Elle a voté contre l'introduction des cartes d'identité nationales, contre le renouvellement du système de défense Trident et pour une Chambre des lords élue .
Kramer s'intéresse aux transports londoniens, en particulier en ce qui concerne le train à grande vitesse et le programme Thameslink. Malgré son enthousiasme initial pour l'ouverture de High Speed 1, elle devient plus mitigée sur la question, citant en 2007 lors d'un débat avec un certain nombre de députés travaillistes que «un nombre important de clients commerciaux du sud-ouest de Londres sont heureux de faire le voyage facile en train jusqu'à Waterloo, mais qu'ils sautent simplement dans un taxi pour aller à Gatwick ou à Heathrow. Le quartier de Kramer de Richmond Park est situé dans une zone desservie par South West Trains qui dessert la gare de Waterloo plutôt que la nouvelle gare St Pancras International qui remplace l'ancienne comme terminus londonien de l'Eurostar.
En outre, elle fait écho à son mécontentement à l'égard de la gestion du programme Thameslink, destiné à l'origine à améliorer les voyages en train à travers la Tamise, affirmant qu'il n'a pas atteint les objectifs fixés et que son flux de trésorerie a été mal géré . Elle a toujours soutenu Crossrail et est membre du Crossrail Bill Committee. Kramer exprime son opposition à l'expansion de l'aéroport d'Heathrow et présente une motion de début de journée qui obtient le soutien de 54 députés, 38 de son propre parti et 16 du Parti travailliste. Dès son premier discours, elle s'est opposée à l'expansion de l'aéroport. Cette opposition est l'un de ses principaux objectifs en tant que députée .
En 2010, Kramer est confronté à la candidature du conservateur Zac Goldsmith, qui la bat par 4.091 voix. En novembre 2010, elle perd l'élection pour devenir présidente des libéraux démocrates face à Tim Farron par 47% des voix contre 53% de Farron .
Elle est créée baronne Kramer, de Richmond Park dans l'arrondissement londonien de Richmond le 22 décembre 2010. En octobre 2013, Kramer est nommée ministre d'État au ministère des Transports où elle reste jusqu'aux élections générales de mai 2015.
Après les élections de 2015, elle est nommée porte-parole du Trésor libéral démocrate sous Tim Farron.

## Vie privée
Elle épouse un banquier américain, John Davis Kramer, en 1972, alors qu'elle travaille à Citibank. Il est décédé en septembre 2006. Elle a 2 enfants et 3 petits-enfants,. Kramer est un mécène des Friends of Richmond Park, ainsi que de Home Start, du Suzy Lamplugh Trust, du Three Wings Trust et du Environment Trust.